# Us (Gracie Abrams)
Us (scritto come us.) è un brano musicale della cantautrice statunitense Gracie Abrams in collaborazione con Taylor Swift, contenuto nel suo secondo album in studio The Secret of Us.
Il brano non è stato pubblicato come singolo, ma nonostante questo è riuscito ad entrare in classifica negli Stati Uniti, in Canada, in Australia, in Irlanda, in Nuova Zelanda e nel Regno Unito.

## Classifiche
| Classifica    | Posizione massima |
| ------------- | ----------------- |
| Australia     | 25                |
| Canada        | 31                |
| Irlanda       | 35                |
| Nuova Zelanda | 30                |
| Portogallo    | 85                |
| Regno Unito   | 37                |
| Stati Uniti   | 36                |